# Mah-Jong (klädmärke)
Mah-Jong var ett designföretag grundat 1966 i Stockholm av Helena Henschen, Veronica Nygren och Kristina Torsson. Företaget producerade mjuka, detaljfattiga och funktionella statuslösa plagg för alla åldrar i egna mönster. I företagets mode förenades design och ideologi i det att de mjuka, färgglada kläderna skulle förändra människor.
Henschen, Nygren och Torsson hade alla examinerats från Konstfacks textillinje 1965. De träffades igen på ett modehappening 1965 och upptäckte att de alla, var och en på sitt håll, hade börjat formge stickade kläder i en stil som var ganska lik, så de bestämde sig för att slå sig ihop. Namnet Mah-Jong valde de för att visa sitt politiska engagemang och associera till Kina. I den egna butiken i Stockholm såldes också politiska böcker och tidningar samt varor från Kina och palestinasjalar. Klädernas mönster hade namn efter brickorna i Mah-Jong-spelet.
De kläder som till en början lanserades var enkelt skurna basmodeller som inte skulle ha några modedetaljer. Ironiskt nog blev just Mah-Jongs kläder trots detta stilbildande för svenskt vardagsklädmode under slutet av 1960-talet och början av 1970-talet.
Henschen lämnade verksamheten efter några år. Nygren och Torsson drev Mah-Jong vidare under 1970-talet, men lade ner verksamheten när det inte längre gick att få lönsamhet i den. Det var dock inte fråga om konkurs (som det ibland har ryktats) utan verksamheten var solvent ända till slutet. Efter nedläggandet såldes mönsterkatalogen till en annan person som startade Nya Mah-Jong, en verksamhet som dock aldrig bar sig. Torsson startade Vamlingbolaget i Vamlingbo på Gotland, en verksamhet med samma ideal som Mah-Jong hade men i mindre skala. Vamlingbolaget fick senare tillbaka Mah-Jongs mönster helt gratis av ägaren till Nya Mah-Jong, och har sedermera börjat sälja en del Mah-Jong-kläder igen, tillverkade i Vamlingbo.

## Mah-Jongs manifest
Detta är punkterna i Mah-Jongs manifest:
1. Samma modell ska finnas år från år.
2. Materialen ska vara naturliga.
3. Alla åldrar och storlekar ska få plats.
4. Kläder ska få vara vackra.
5. Kläderna ska tillverkas i Sverige.

I manifestet fanns inbakat en protest mot snabba modeväxlingar som sades lura folk att köpa nya kläder oftare än man behövde, en motreaktion mot det mode som krävde en "perfekt" kropp för att man skulle passa i det samt en vägran att utnyttja billig arbetskraft i tredje världen. Istället ville man stödja tekoindustrin i Sverige. Den sista punkten bidrog dock till att företaget lades ner 1976, eftersom kläderna helt enkelt blev för dyra att producera i landet.